# Gunhildkreuz
Das Gunhildkreuz (dänisch Gunhildkorset), benannt nach seiner ersten Besitzerin Gunhild, einer Tochter von Sven III. von Dänemark, ist ein aus Walrosszahn geschnitztes Kruzifix mit lateinischen und runischen Inschriften aus der Mitte des 12. Jahrhunderts. Es befindet sich heute in der Sammlung des Dänischen Nationalmuseums in Kopenhagen.

## Geschichte
Es wird angenommen, dass das Kreuz um 1150 entstanden ist. Künstler und erste Besitzerin gehen aus der lateinische Inschrift hervor: „Liutgerus, der mich auf Geheiß von Helena geschnitzt hat, die auch Gunnhildr genannt wird“. Der Künstler Luitger ist aus anderen Werken nicht bekannt. Nach Forschungen des Kunsthistorikers Harald Langberg von 1982 geht man davon aus, dass mit „König Svend“ der dänische König Sven III. (gestorben 1157) gemeint ist und nicht, wie bis dahin angenommen, König Sven Estridsson.
Das Kreuz wurde erstmals 1650 erwähnt und gehörte damals angeblich Sophie Axelsdatter Brahe, der Frau des dänischen Adligen und Gelehrten Holger Rosenkrantz. Im Jahr 1684 wurde es vom Königlichen Kuriositätenkabinett erworben. Im Jahr 1945 wurde es an das dänische Nationalmuseum übergeben.

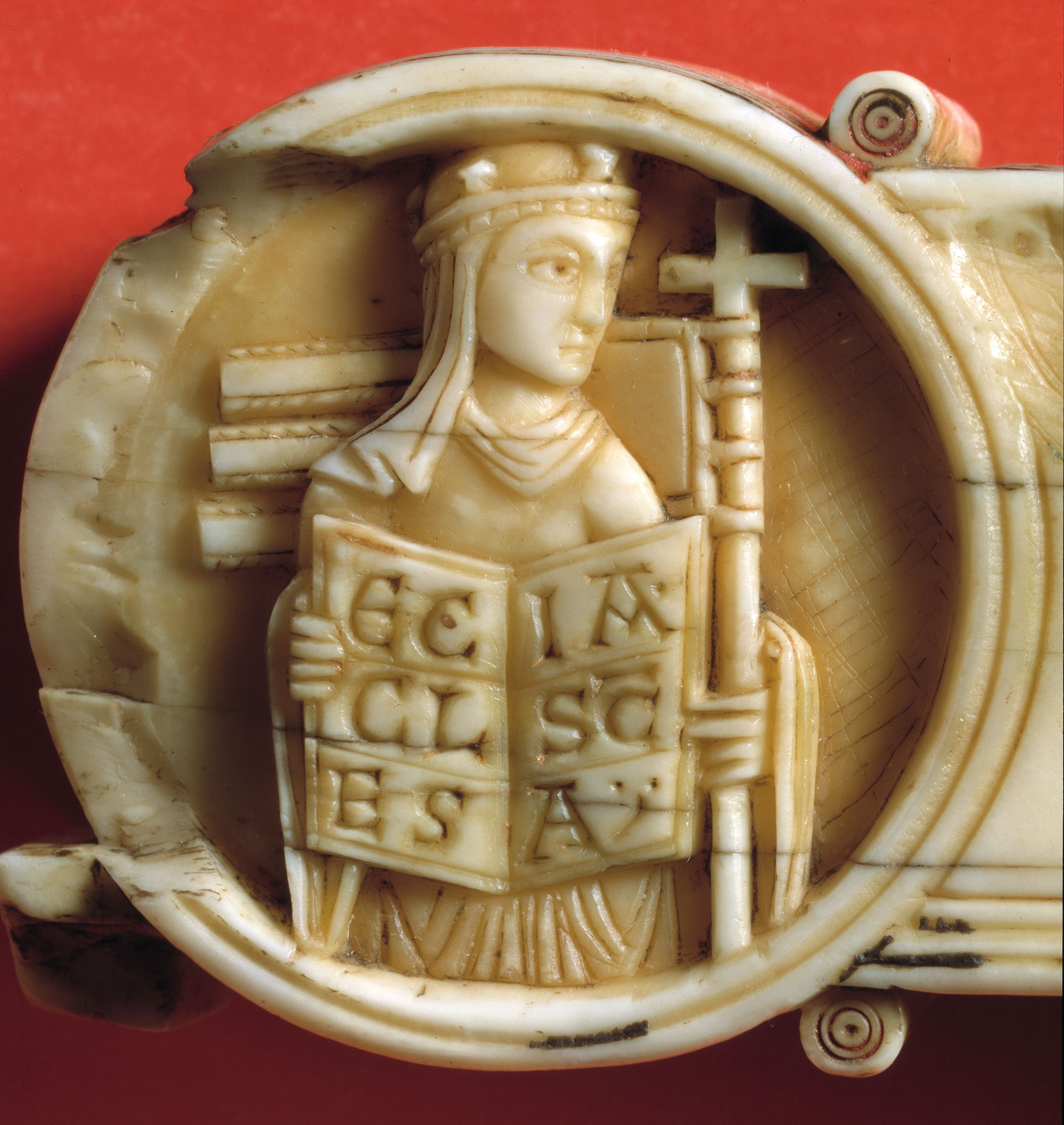
Detail (siegreiche Kirche)

## Beschreibung
Das Kreuz ist aus zwei Blöcken aus Walrossstoßzahn geschnitzt und misst 29 × 22 cm. Ursprünglich war es mit roter, blauer und goldener Farbe bemalt. Die zentrale Christusfigur auf der Vorderseite fehlt. Die vier Kreuzarme sind mit geschnitzten Medaillons von Frauenfiguren verziert, die „Leben“ (oben), „Tod“ (unten), die „siegreiche Kirche“ (links) und die „besiegte Synagoge“ (rechts) symbolisieren. Die Rückseite des Kreuzes ist ebenfalls mit Schnitzereien verziert. In der Mitte befindet sich eine Darstellung des Jüngsten Gerichts mit Christus in der Pose Majestas Domini. Die vier Medaillons stellen Szenen aus dem Himmel (oben) und der Hölle (unten) sowie die geretteten (links) und verdammten Seelen (rechts) dar.
Die lateinischen Inschriften sind in relativ großen Großbuchstaben geschrieben, wobei reichlich Ligaturen und Abkürzungen verwendet werden. Der Name „Gunhild“ ist auch in Runen am Rand des unteren Medaillons geschrieben. Die lateinische Inschrift lautet:
| Deutsche Übersetzung | Latein | Originaltext |
| --- | --- | --- |
| Jesus von Nazareth, König der Juden. Leben, Tod, die Heilige Kirche, die Synagoge. | Iesus Nazarenus rex judeorum vita mors ecclesia sancta synagoga | IE[SV]S NAZAREN[VS] REX IVDEORV[M] \| VITA \| MORS \| ECCLESIA S[AN]C[T]A \| SYNAGOGA} |
| Sehet meine Hände und meine Füße an, spricht der Herr. Kommt her, ihr Gesegneten meines Vaters, geht weg von mir, ihr Verfluchten, in das ewige Feuer. Vater Abraham, erbarme dich meiner, und schicke Lazarus, dass er die Spitze seines Fingers ins Wasser tauche, und mir die Zunge kühle. Gedenke, Sohn, dass du dein Gutes empfangen hast in deinem Leben. | Videte [m]anus meas et pedes meos dicit Dominus venite benedicti patris mei dicedite a me maledicti in ignem pater Habraham miserere mei et mitte Lazarum ut [in]tinguat extremum digiti sui in aquam ut refrig fili recordare quia recepisti bona in vita tua | + VIDETE : -ANVS : MEAS : ET : PEDES : MEOS (:) DIC[IT] D[OMI]N[V]S \| V=ENIT=E BEN=EDICTI PATRIS MEI \| DICEDIT=E A= =M=E M=ALEDICTI I[N] IGN=E=M \| PAT[ER] H=ABRAHA=M MISERERE M=EI [ET] MITT=E LAZAR[VM] VT -[-]TINGV=AT EXT=REMV[M] D=IGITI SVI I[N] AQVA[M] VT REFRIG \| FILI RECO=RDA=RE Q=[V]=IA RECEPISTI BON=A I[N] VITA TVA |
| Gunnhildr. Wer mich sieht, soll zu Christus beten für Helena, die Tochter von König Suenono Magnus, die mich zum Gedenken an das Leiden des Herrn hat machen lassen. | Gunhild qui me cernit pro Helena magni Sueonis regis filia Christum oret que me ad memoriam Dominice passionis parari fecerat | gun(h)ild \| Q=[V]=I M=E CERNIT : P[RO] H=ELENA : MAGNI : SV=ENONIS REGIS : FILIA : CHR [ISTV]M : ORET : QVE \| M=E AD M=EMORIA[M] D[OMI]NICE PASSIO[N]IS PARARI FECE[R]AT |
| Diejenigen, die an den gekreuzigten Christus glauben, sollen in ihren Gebeten an Liutgerus denken, der mich auf Geheiß von Helena, die auch Gunnhildr genannt wird, geschnitzt hat. | Qui in Christum crucifixum credunt Liutgeri memo[ri]am orando faciant qui me sculpserat roga tu Helene que et Gunhild vocat[ur]. | {Q=[V]=I I[N] CHR[ISTV]M CRVC=IFIXV[M] CRED[UN]T LIVTGERI MEMO--A[M] : ORAN=DO FAC=IA[N]T Q=[V]=I M=E SCULPSERAT : ROGA \| TV H=ELEN=E QVE ET GVNHILD VOCAT-- |